# Dizajn nukleinskih kiselina
Dizajn nukleinskih kiselina je proces generisanja skupa nukleinskih kiselina koje formiraju željenu konformaciju. Dizajn nukleinskih kiselina je centralno polje DNK nanotehnologije i DNK računarstva. Dizajn je neophodan jer postoji mnoštvo sekvenci nukleinskih kiselina koje će formirati datu sekundarnu strukturu, ali će većina njih imati dodatne neželjene interakcije koje se moraju izbeći. Pored toga postoji mnoštvo tercijarnih strukturnih razmatranja koja utiču na izbor sekundarne strukture datog dizajna.
Dizajn nukleinskih kiselina ima slične ciljeve sa dizajnom proteina: u oba procesa, sekvenca monomera se racionalno dizajnira da bi se savila na željeni način i da bi se izbegle neželjene konformacije. Dizajn nukleinskih kiselina je znatno računski jednostavniji problem, usled jednostavnosti pravila uparivanja baza, te jednostavni heuristički metodi proizvode eksperimentalno robustne dizajne. Za rad većine računarskih modela za savijanje proteina je neophodan templet tercijarne strukture, dok se dizajn nukleinskih kiselina može izvoditi uglavnom na nivou sekundarne strukture. Strukture nukleinskih kiselina su znatno manje raznovrsne od proteina u pogledu njihove funkcionalnosti.
Dizajn nukleinskih kiselina se može smatrati inverznim procesom od predviđanja strukture nukleinskih kiselina. U predviđanju strukture ona se određuje polazeći od poznate sekvence, dok se u dizajnu nukleinske kiseline, sekvenca generiše tako da formira željenu strukturu.

## Literatura
- Brenneman, Arwen; Condon, Anne (2002). „Strand design for biomolecular computation”. Theoretical Computer Science. 287: 39—58. doi:10.1016/S0304-3975(02)00135-4.
- Dirks, Robert M.; Lin, Milo; Winfree, Erik; Pierce, Niles A. (2004). „Paradigms for computational nucleic acid design”. Nucleic Acids Research. 32 (4): 1392—1403. PMC 390280 . PMID 14990744. doi:10.1093/nar/gkh291.
- Seeman, N (1982). „Nucleic acid junctions and lattices”. Journal of Theoretical Biology. 99 (2): 237—47. Bibcode:1982JThBi..99..237S. PMID 6188926. doi:10.1016/0022-5193(82)90002-9.
- Andersen, Ebbe Sloth (2010). „Prediction and design of DNA and RNA structures”. New Biotechnology. 27 (3): 184—193. PMID 20193785. doi:10.1016/j.nbt.2010.02.012.
- Baker D and Sali A. Protein structure prediction and structural genomics. Baker, D.; Sali, A. (2001). „Protein structure prediction and structural genomics”. Science. 294 (5540): 93—6. Bibcode:2001Sci...294...93B. PMID 11588250. doi:10.1126/science.1065659..
- Chiu, D.K. and Kolodziejczak, T. (1991) Inferring consensus structure from nucleic acid sequences. Comput. Appl. Biosci, . 7, 347–352
- Do CB, Woods DA, Batzoglou S. (2006) CONTRAfold: RNA secondary structure prediction without physics-based models. Do, C. B.; Woods, D. A.; Batzoglou, S. (2006). „CONTRAfold: RNA secondary structure prediction without physics-based models”. Bioinformatics. 22 (14): e90—8. PMID 16873527. doi:10.1093/bioinformatics/btl246..
- Gutell, R.R., et al. (1992) Identifying constraints on the higher-order structure of RNA: continued development and application of comparative sequence analysis methods. Nucleic Acids Res, . 20, 5785–5795
- Leontis NB, Lescoute A, and Westhof E. The building blocks and motifs of RNA architecture. Leontis, N. B.; Lescoute, A.; Westhof, E. (2006). „The building blocks and motifs of RNA architecture”. Curr Opin Struct Biol. 16 (3): 279—87. PMC 4857889 . PMID 16713707. doi:10.1016/j.sbi.2006.05.009..
- Lindgreen S, Gardner PP, Krogh A (2006). „Measuring covariation in RNA alignments: physical realism improves information measures”. Bioinformatics. 22 (24): 2988—95. PMID 17038338. doi:10.1093/bioinformatics/btl514.
- Macke T, Case D: Modeling unusual nucleic acid structures. In Molecular Modeling of Nucleic Acids. Edited by Leontes N, SantaLucia JJ. Washington, DC: American Chemical Society; 1998:379-393.
- Major F: . Major, François (2003). „Building three-dimensional ribonucleic acid structures”. Comput Sci Eng. 5 (5): 44—53. Bibcode:2003CSE.....5e..44M. doi:10.1109/MCISE.2003.1225860..
- Massire C, Westhof E: MANIP: an interactive tool for modelling RNA. Massire, C.; Westhof, E. (1998). „MANIP: An interactive tool for modelling RNA”. J Mol Graph Model. 16 (4–6): 197—205. Bibcode:1998JMGM...16..197M. PMID 10522239. doi:10.1016/S1093-3263(98)80004-1., 255–257.
- Parisien M.; Major F. (2008). „The MC-Fold and MC-Sym pipeline infers RNA structure from sequence data”. Nature. 452 (7183): 51—55. Bibcode:2008Natur.452...51P. PMID 18322526. doi:10.1038/nature06684.
- Tuzet, H. & Perriquet, O., 2004. CARNAC: folding families of related RNAs. Nucleic Acids Research, 32(Web Server issue), W142-145.
- Touzet, H., 2007. Comparative analysis of RNA genes: the caRNAc software. Methods in Molecular Biology (Clifton, N.J.), 395, 465-474.
- Yingling YG, Shapiro BA (2006). „The prediction of the wild-type telomerase RNA pseudoknot structure and the pivotal role of the bulge in its formation”. J Mol Graph Model. 25 (2): 261—274. Bibcode:2006JMGM...25..261Y. PMID 16481205. doi:10.1016/j.jmgm.2006.01.003.
- Zwieb C, Muller F (1997). „Three-dimensional comparative modeling of RNA”. Nucleic Acids Symp Ser. 36 (36): 69—71. PMID 9478210.
- ModeRNA: A program for comparative RNA modeling